# Forces Democràtiques Unides
Les Forces Democràtiques Unides (en búlgar Обединени Демократични Сили o Obedineni demokratični sili, ODS) va ser una coalició política de Bulgària que va ser creada de cara a les eleccions legislatives búlgares de 1997, en les que fou la força més votada i el seu candidat, Ivan Kostov, fou nomenat primer ministre de Bulgària.
A les eleccions legislatives búlgares de 2001 va ser derrotada pel Moviment Nacional Simeó II, i va restar fora del govern de concentració que va dirigir l'ex rei Simeó II de Bulgària. Ivan Kostov va dimitir com a president després d'aquesta derrota. El govern de la FDU va patir en gran manera denúncies de corrupció i d'augment de l'atur després d'haver governat un difícil període de quatre anys. Amb temps Kostov es va mostrar cada cop més descontent amb el nou lideratge i la presidenta de l'UDF Nadezhda Mikhailov, qui va ser una ministre popular de Relacions Exteriors en el govern de Kostov. A les eleccions legislatives búlgares de 2005 va obtenir el 8,4% dels vots i 20 dels 240 escons. Per a les eleccions de 2009 es va dissoldre's i alguns dels seus membres formaren la Coalició Blava.

## Membres

### 1997[1]
| Partit | Partit                        | Ideologia               | Pos.           | Afiliació |
| ------ | ----------------------------- | ----------------------- | -------------- | --------- |
|        | Unió de Forces Democràtiques  | Conservadorisme         | Centredreta    | EPP       |
|        | Partit Democràtic             | Conservadorisme liberal | Centredreta    | EPP       |
|        | Unió Popular Agrària Búlgara  | Agrarisme               | Centredreta    | N/D       |
|        | Partit Socialdemòcrata Búlgar | Socioliberalisme        | Centreesquerra | N/D       |
|        | Partit Radical Democràtic     | Liberalisme             | Centredreta    | N/D       |

### 2001[2]
| Partit | Partit                                    | Ideologia               | Pos.           | Afiliació |
| ------ | ----------------------------------------- | ----------------------- | -------------- | --------- |
|        | Unió de Forces Democràtiques              | Conservadorisme         | Centredreta    | EPP       |
|        | Partit Democràtic                         | Conservadorisme liberal | Centredreta    | EPP       |
|        | Unió Popular Agrària                      | Agrarisme               | Centredreta    | N/D       |
|        | Partit Socialdemòcrata Búlgar             | Socioliberalisme        | Centreesquerra | N/D       |
|        | Partit Radical Democràtic                 | Liberalisme             | Centredreta    | N/D       |
|        | Moviment Nacional pels Drets i Llibertats | Drets dels Turcs        | Centredreta    | N/D       |
|        | Unió de Demòcrates Lliures                | Liberalisme             | Centredreta    | N/D       |

### 2005[3]
| Partit | Partit                                  | Ideologia                    | Pos.           | Afiliació |
| ------ | --------------------------------------- | ---------------------------- | -------------- | --------- |
|        | Unió de Forces Democràtiques            | Conservadorisme              | Centredreta    | EPP       |
|        | Partit Democràtic                       | Conservadorisme liberal      | Centredreta    | EPP       |
|        | Unió Popular Agrària Búlgara            | Agrarisme                    | Centredreta    | N/D       |
|        | Moviment del Dia de Sant Jordi          | Conservadorisme nacionalista | Centreesquerra | N/D       |
|        | Partit Radical Democràtic               | Liberalisme                  | Centredreta    | N/D       |
|        | Ordre, Legalitat, Justícia              | Conservadorisme nacionalista | Centredreta    | N/D       |
|        | Moviment per un Model Públic d'Igualtat | Drets del poble romaní       | Centredreta    | N/D       |

## Resultats electorals
| Any  | Líder              | Vots      | %     | Escons    | +/- |
| ---- | ------------------ | --------- | ----- | --------- | --- |
| 1997 | Ivan Kostov        | 2,223,714 | 52.26 | 137 / 240 | Nou |
| 2001 | Ivan Kostov        | 830,338   | 18.18 | 51 / 240  | 86  |
| 2005 | Nadezhda Mihaylova | 280,323   | 7.68  | 20 / 240  | 31  |